# Torneo Nacional de Roller derby 2014 (Colombia)
El Torneo Nacional de Roller derby 2014 fue la tercera edición de esta competencia, del deporte urbano roller derby. Comenzó a disputarse el 8 de agosto y finalizó el 10 de agosto, en la ciudad de Bogotá en el Coliseo Parque Recreo Deportivo El Salitre.

## Equipos
- Spring City Rollers
- Bone Breakers
- Combativas Revoltosas
- Complot Combativo (Liga Combativas Revoltosas)
- Quinta irreversible (Liga Combativas Revoltosas)
- Coalición
- Rock'n Roller Queens
- Pink Sucks
- Pain Dealers
- Violet attack
- Titanias

## Fase de grupos

### Grupo A
| Equipo               | PJ | PG | PP | PF  | PC  | Dif  |
| -------------------- | -- | -- | -- | --- | --- | ---- |
| Rock'n Roller Queens | 2  | 2  | 0  | 571 | 107 | +464 |
| Titanias             | 2  | 1  | 1  | 239 | 299 | -60  |
| Complot Combativo    | 2  | 0  | 2  | 110 | 514 | -404 |

| 8 de agosto de 2014 | Rock'n Roller Queens | 363 - 19 | Complot Combativo |  |  |

| 8 de agosto de 2014 | Complot Combativo | 91 - 151 | Titanias |  |  |

| 9 de agosto de 2014 | Rock'n Roller Queens | 208 - 88 | Titanias |  |  |

### Grupo B
| Equipo              | PJ | PG | PP | PF  | PC  | Dif  |
| ------------------- | -- | -- | -- | --- | --- | ---- |
| Bone Breakers       | 3  | 3  | 0  | 631 | 160 | +470 |
| Coalición           | 3  | 2  | 1  | 499 | 376 | +123 |
| Spring City Rollers | 3  | 1  | 2  | 263 | 487 | -224 |
| Pain Dailers        | 3  | 0  | 3  | 323 | 693 | -370 |

| 8 de agosto de 2014 | Bone Breakers | 126 - 76 | Coalición |  |  |

| 8 de agosto de 2014 | Coalición | 136 - 64 | Spring City Rollers |  |  |

| 8 de agosto de 2014 | Bone Breakers | 247 - 44 | Pain Dealers |  |  |

| 9 de agosto de 2014 | Spring City Rollers | 159 - 93 | Pain Dealers |  |  |

| 9 de agosto de 2014 | Bone Breakers | 258 - 40 | Spring City Rollers |  |  |

| 9 de agosto de 2014 | Coalición | 287 - 186 | Pain Dealers |  |  |

### Grupo C
| Equipo                | PJ | PG | PP | PF  | PC  | Dif  |
| --------------------- | -- | -- | -- | --- | --- | ---- |
| Combativas Revoltosas | 3  | 3  | 0  | 737 | 62  | +675 |
| Pink Sucks            | 3  | 2  | 1  | 363 | 432 | -69  |
| Violet attack         | 3  | 1  | 2  | 217 | 515 | -298 |
| Quinta irreversible   | 3  | 0  | 3  | 171 | 479 | -308 |

| 8 de agosto de 2014 | Combativas Revoltosas | 248 - 17 | Violet Attack |  |  |

| 8 de agosto de 2014 | Violet Attack | 93 - 182 | Pink Sucks |  |  |

| 9 de agosto de 2014 | Combativas Revoltosas | 219 - 17 | Quinta Irreversible |  |  |

| 9 de agosto de 2014 | Pink Sucks | 153 - 69 | Quinta Irreversible |  |  |

| 9 de agosto de 2014 | Combativas Revoltosas | 270 - 28 | Pink Sucks |  |  |

| 10 de agosto de 2014 | Violet attack | 107 - 85 | Quinta Irreversible |  |  |

### Mejores Segundos
Entre los equipos que finalicen en el segundo lugar de sus respectivos grupos,el primero avanzará a semifinales.
| Equipo     | Gr | PJ | PG | PP | PF  | PC  | Dif  |
| ---------- | -- | -- | -- | -- | --- | --- | ---- |
| Coalición  | B  | 3  | 2  | 1  | 499 | 376 | +123 |
| Pink Sucks | C  | 3  | 2  | 1  | 363 | 432 | -69  |
| Titanias   | A  | 2  | 1  | 1  | 239 | 299 | -60  |

## Fase Final

### Semifinales
| 10 de agosto de 2014 | Rock'n Roller Queens | 234 - 94 | Coalición |  |  |

| 10 de agosto de 2014 | Bone Breakers | 156 - 86 | Combativas Revoltosas |  |  |

### Tercer puesto
| 10 de agosto de 2014 | Combativas Revoltosas | 202 - 74 | Coalición |  |  |

### Final
| 10 de agosto de 2014 | Bone Breakers | 140 - 119 | Rock'n Roller Queens |  |  |